# Isabel Schneider
Isabel Schneider (* 15. Juli 1991 in Ottfingen) ist eine deutsche Volleyball- und Beachvolleyballspielerin. Neben Erfolgen in der Zweiten Bundesliga gehört sie mit Halbfinal- und Finaleinzügen bei Europameisterschaften, Weltmeisterschaften, auf der FIVB World Tour sowie nationalen Turnierserien und bei den deutschen Meisterschaften zu den erfolgreichsten Beachvolleyballerinnen Deutschlands. Ihre größten Erfolge sind der Gewinn der Goldmedaille bei der U23-Weltmeisterschaft 2013 im polnischen Myslovice und der Gewinn der deutschen Meisterschaft 2018 mit ihrer Partnerin Victoria Bieneck.

## Karriere Halle
Schneider begann ihre Volleyballkarriere 1998 beim VC SFG Olpe. Anschließend spielte sie bei den Iserlohn Panthers erstmals in der Bundesliga. Gleichzeitig spielte Isabel beim RC Sorpesee in der höchsten deutschen Junioren-Liga des WVJ und nahm mehrmals an westdeutschen und auch deutschen Meisterschaften. Von 2005 bis 2007 spielte sie im NRW-Kader. 2008 wechselte sie zum Zweitligisten TSV Bayer 04 Leverkusen und schaffte mit dem neuen Verein 2011 den Aufstieg in die erste Bundesliga. Nach dem Abstieg 2012 gewann Schneider 2013 zum dritten Mal in vier Jahren die Meisterschaft der Zweiten Bundesliga Nord. Nach ihrem vierten Meistertitel 2016 beendete sie zunächst ihre Hallenkarriere.
2023 hatte Schneider ein Comeback beim TSV Bayer 04 Leverkusen in der Zweiten Bundesliga Pro.

## Karriere Beach

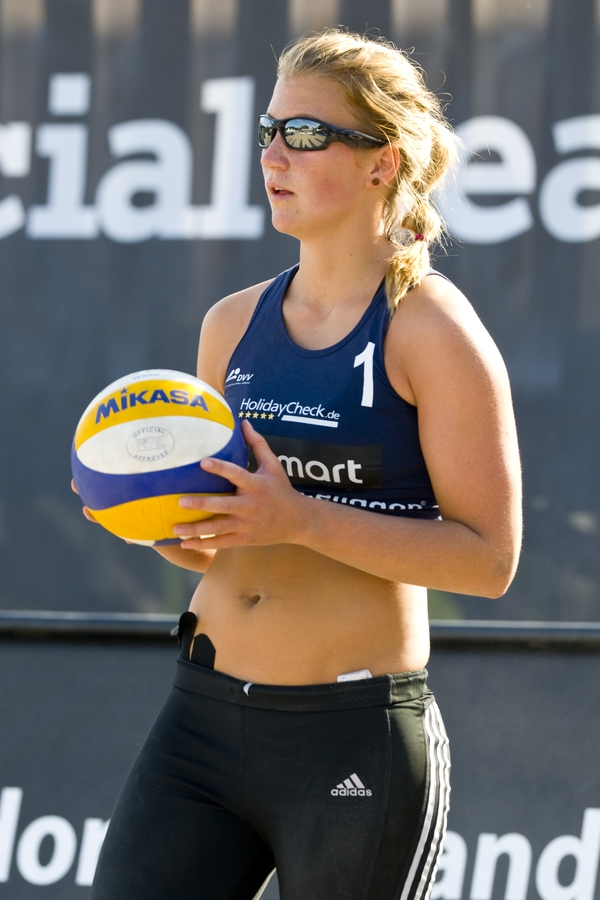
Isabel Schneider 2010

Neben ihrer Hallenkarriere begann Isabel Schneider 2006 mit Beachvolleyball. Im Jahr 2008 wurde sie mit Partnerin Christine Aulenbrock zum U18-Nationalteam ernannt. 2009 wurde sie für den C-Kader, Beach-Nationalkader, nominiert und spielte anschließend ihre erste Europameisterschaft im Sand. Mit Pia Riedel erspielte sie sich den vierten Platz bei der U20-EM auf Kos (GRE). 2011 wurden sie bei der U21-Weltmeisterschaft in Halifax Fünfte. Bei der deutschen Meisterschaft 2012 belegten Riedel/Schneider den neunten Rang. Mit Victoria Bieneck gewann Schneider 2013 bei der ersten offiziellen U23-Weltmeisterschaft in Polen die Goldmedaille.
Schneiders Standardpartnerin war ab 2013 Teresa Mersmann vom BSV Ostbevern. Mersmann/Schneider schlossen die Saison 2013 mit dem fünften Rang in der deutschen Teamrangliste ab. Auf der FIVB World Tour 2014 erreichten sie einen fünften Platz in Anapa, einen neunten Platz in Fuzhou und einen 17. Platz in Puerto Vallarta. Bei den Grand Slams in Berlin und Moskau kamen sie auf dem 25. Platz. Auf der nationalen Smart Beach Tour wurden sie Zweite in Münster und Nürnberg sowie Dritte in Binz. Bei der deutschen Meisterschaft in Timmendorf belegten sie den fünften Platz. 2015 siegten Mersmann/Schneider bei den CEV-Satellite-Turnieren in Maladsetschna und Vaduz. Bei der deutschen Meisterschaft erreichten sie das Endspiel, in dem sie Laura Ludwig und Kira Walkenhorst unterlagen. 2016 gewannen sie das CEV-Satellite-Turnier in Ankara. Nach einem neunten Platz bei der deutschen Meisterschaft trennten sich Mersmann und Schneider.
Seit 2017 bildete Schneider mit Victoria Bieneck ein deutsches Nationalteam. Bei der World Tour 2017 wurden Bieneck/Schneider Dritte in Xiamen (3 Sterne), Vierte in Moskau (3 Sterne) sowie Neunte in Poreč und in Gstaad (beide 5 Sterne). Bei der Weltmeisterschaft in Wien erreichten sie als Gruppendritte die Lucky-Loser-Runde, in der sie gegen die Chinesinnen Xue/Wang ausschieden. Bei der Europameisterschaft in Jūrmala erreichten Bieneck/Schneider als Gruppenzweite die erste Hauptrunde, in der sie den späteren Europameisterinnen Glenzke/Großner unterlagen und Platz 17 belegten. Bei der deutschen Meisterschaft wurden sie Vierte. Auf der World Tour 2018 erzielten Bieneck/Schneider ausnahmslos Top-Ten-Platzierungen, wobei zwei vierte Plätze in Fort Lauderdale und Ostrava herausragten. Bei der Europameisterschaft in den Niederlanden wurden sie Fünfte. Anfang September wurden Bieneck/Schneider in Timmendorfer Strand deutsche Meisterinnen. Auch auf der World Tour 2019 wurden sie Neunte in Sydney und Fünfte in Kuala Lumpur (jeweils 3 Sterne) sowie Neunte in Tokio (4 Sterne). Bei der Weltmeisterschaft in Hamburg erreichten sie die erste K.-o.-Runde und belegten den 17. Platz. Bei der deutschen Meisterschaft 2019 mussten sie sich im Viertelfinale den späteren Siegerinnen Borger/Sude geschlagen geben. Anschließend erreichten sie beim FIVB-4-Sterne-Turnier in Rom als Neunte ein weiteres Top-Ten-Ergebnis.
Im Juni/Juli 2020 nahm Schneider an der Beach-Liga teil. Da Bieneck nach dem ersten Tag verletzt ausfiel, spielte Schneider dort mit wechselnden Partnerinnen, hauptsächlich mit Anna-Lena Grüne. Beim ersten Top-Teams-Turnier der Comdirect Beach Tour 2020 im Juli in Düsseldorf trat sie mit Louisa Lippmann an. Anfang August gewann Schneider mit der Schweizerin Tanja Hüberli in Düsseldorf das zweite Top-Teams-Turnier der Comdirect Beach Tour. Bei der Deutschen Meisterschaft erreichten Bieneck/Schneider Platz vier und bei der Europameisterschaft in Jūrmala Platz fünf.
Auf der World Tour 2021 erreichten Bieneck/Schneider mehrmals Platz neun. Im August wurden sie bei der Europameisterschaft in Wien Fünfte. Anschließend erreichten sie beim nationalen „King of the Court“-Turnier in Hamburg Platz zwei. Nach einem fünften Platz bei der deutschen Meisterschaft Anfang September beendete Schneiders Partnerin Victoria Bieneck ihre professionelle Karriere.
2022 war Sandra Ittlinger Schneiders Partnerin. Schneider/Ittlinger gewannen gleich im Januar das „King of the Court“-Turnier in Doha. Auf der World Beach Pro Tour 2022 belegten sie bei den Challenge-Turnieren in Itapema Platz fünf, in Doha Platz neun und in Kuşadası Platz vier sowie beim Elite16-Turnier in Ostrava Platz 17. Auf der German Beach Tour gewannen sie das zweite Turnier in Düsseldorf und wurden Dritte in Hamburg. Bei der Weltmeisterschaft in Rom erreichten sie als Gruppenzweite die Hauptrunde, in der sie gegen die Australierinnen Mariafe Artacho und Taliqua Clancy ausschieden. Auf der World Beach Pro Tour erreichten Ittlinger/Schneider bei den Challenge-Turnieren in Espinho und Agadir jeweils Platz fünf sowie bei den Elite16-Turnieren in Gstaad Platz 17 und in Hamburg Platz fünf. Bei der Europameisterschaft in München erreichten sie als Gruppensieger das Achtelfinale, in dem sie gegen die Italienerinnen Menegatti/Gottardi ausschieden. Anfang September wurden Ittlinger/Schneider in Timmendorfer Strand deutsche Vizemeisterinnen.
Im Oktober 2022 erreichte Schneider mit ihrer neuen Partnerin Julia Sude bei zwei Challenge-Turnieren in Dubai zunächst den fünften Platz und anschließend den Turniersieg. Auf der World Beach Pro Tour 2023 hatten Schneider/Sude keine Spitzenplatzierungen. Mit der Österreicherin Katharina Holzer gewann Schneider das Turnier der German Beach Tour in Berlin. Bei der deutschen Meisterschaft 2023 in Timmendorfer Strand belegten Schneider/Sude den siebten Platz. Danach trennten sich die beiden.
2024 spielt Schneider zusammen mit Kira Walkenhorst auf der nationalen German Beach Tour.

## Ehrungen
- 2013: „Sportlerin des Jahres“ Gemeinde Wenden
- 2013: Felix „Newcomerin des Jahres“ Nordrhein-Westfalen[8]
- 2014: „Ass des Sport 2013“ Sportlerehrung der Westfalenpost Olpe